# Алонсо, Педро
Пе́дро Гонса́лес Ало́нсо (исп. Pedro González Alonso; род. 21 июня 1971 года, Виго, Галисия, Испания) — испанский актёр, писатель и художник. Наиболее известен ролью Андреса «Берлина» де Фонойоса в криминальном сериале «Бумажный дом» и его спин-оффе «Берлин», а также ролью Диего Муркия в исторической драме «Гранд-отель».

## Биография
Педро Алонсо родился 21 июня 1971 года в Виго, Испания. Изучал журналистику и актёрское ремесло в Высшей королевской школе драматического искусства в Мадриде, которую окончил в 1992 году, и Театре де ла Данса. Также является писателем и художником и публикует свои работы под псевдонимом Педро Алонсо О’шоро.

## Карьера
Начал актёрскую карьеру в 1995 году, сыграв главные роли сразу в четырёх фильмах. Снимался в таких сериалах, как «Код „Огонь“», «Центральная больница», «Мужья и женщины», «Гондар». Одной из значимых телевизионных работ Алонсо стала ведущая роль священника Горацио Касареса в сериале «Отец Касарес», которую он играл с 2008 по 2015 год. Международную известность ему принесла роль Диего Муркия в историческом телесериале «Гранд-отель». С 2014 по 2015 год актёр снимался в криминальном сериале «Под подозрением». В 2016 году он принял участие во втором сезоне фантастического телесериала «Министерство времени» и триллере «Посольство».
В 2017 году Алонсо присоединился к актёрскому составу криминальной драмы «Бумажный дом» от канала Antena 3 и Netflix, где исполнил роль Андреса де Фонойоса по прозвищу Берлин. После этого он сыграл одну из главных ролей в сериале «Предательство», а также снялся в первом сезоне веб-драмы от Prime Video «Страж Дьявола». В 2019 году с ним вышел триллер «Тишина болот». В 2021 году стало известно, что герой Алонсо из «Бумажного дома» получит свой собственный спин-офф с одноимённым названием «Берлин», премьера которого состоялась в 2023 году.

## Личная жизнь
Состоит в отношениях с гипнотерапевтом и художницей Татьяной Джорджевич. Также у актёра есть дочь Уриэль (род. в 1998 году). Алонсо — амбидекстр, помимо родного испанского знает галисийский, каталанский и английский языки.

## Фильмография
| Год          |     | Русское название       | Оригинальное название          | Роль                               |
| ------------ | --- | ---------------------- | ------------------------------ | ---------------------------------- |
| 1995         | кор | Привычки               | Hábitos                        |                                    |
| 1996         | ф   | Цыганская душа         | Alma gitana                    | Антонио                            |
| 1996         | ф   | У меня есть дом        | Tengo una casa                 | Феррари                            |
| 1996         | кор | Цифровая паранойя      | Paranoia dixital               | молодой человек                    |
| 1997         | с   | Все мужики одинаковы   | Todos los hombres sois iguales | Рауль                              |
| 1998         | ф   | Бессонница             | Insomnio                       | Мигель                             |
| 2000         | с   | Ракель ищет своё место | Raquel busca su sitio          |                                    |
| 2002         | с   | Комиссар               | El comisario                   | Иван                               |
| 2003         | с   | Код «Огонь»            | Código fuego                   | Томас                              |
| 2003         | ф   | Ноябрь                 | Noviembre                      | охранник                           |
| 2005         | ф   | Славный и тёплый       | El calentito                   | Маркос                             |
| 2005         | с   | Центральная больница   | Hospital Central               | Курро Гомес                        |
| 2006—2008    | с   | Мужья и женщины        | Maridos e mulleres             | Карлос                             |
| 2008—2015    | с   | Отец Касарес           | Padre Casares                  | отец Горацио Касарес               |
| 2008         | тф  | Зеркало                | El espejo                      | Альваро                            |
| 2009         | с   | Гондар                 | Gondar                         | Педро Сотело                       |
| 2010         | ф   | 18 блюд                | 18 comidas                     | Владимир Торрес                    |
| 2010         | ф   | Всё, что ты хочешь     | Todo lo que tú quieras         | Педро                              |
| 2011         | кор | Обычный день           | Un día normal                  | профессор                          |
| 2011—2013    | с   | Гранд-отель            | Gran Hotel                     | Диего Муркия / Адриан Вера Селанде |
| 2012         | мф  | Апостол                | O Apóstolo                     | пилигрим                           |
| 2014—2015    | с   | Под подозрением        | Bajo sospecha                  | Роберто Вега Санчес                |
| 2015         | ф   | Незнакомец             | El desconocido                 | Контрерас                          |
| 2015         | ф   | Пляж утопленников      | La playa de los ahogados       | Маркос Вальверде                   |
| 2015         | с   | Королевский госпиталь  | Hospital Real                  | Андрес Осорио                      |
| 2016         | с   | Министерство времени   | El ministerio del tiempo       | лейтенант Серезо                   |
| 2016         | с   | Посольство             | La embajada                    | Пабло Бийар                        |
| 2017—2021    | с   | Бумажный дом           | La casa de papel               | Андрес де Фонойоса / Берлин        |
| 2017—2018    | с   | Предательство          | Traición                       | Роберто Фуэнтес дель Риего         |
| 2018         | с   | Страж Дьявола          | Diablo Guardián                | Гальего                            |
| 2019         | ф   | Тишина болот           | El silencio del pantano        | Кью                                |
| 2023         | ф   | Осознание              | Awareness                      | отец Иэна                          |
| 2023 — н. в. | с   | Берлин                 | Berlin                         | Андрес де Фонойоса / Берлин        |

## Награды и номинации
| Год  | Награда                        | Категория                         | Работа         | Результат | Ист.   |
| ---- | ------------------------------ | --------------------------------- | -------------- | --------- | ------ |
| 2009 | «Золотая нимфа»                | Лучший актёр                      | «Отец Касарес» | Номинация | [ 8 ]  |
| 2009 | Mestre Mateo Award             | Лучший актёр                      | «Отец Касарес» | Номинация | [ 9 ]  |
| 2010 | Mestre Mateo Award             | Лучший актёр                      | «Отец Касарес» | Номинация | [ 10 ] |
| 2014 | Mestre Mateo Award             | Лучший актёр второго плана        | «Гранд-отель»  | Номинация | [ 11 ] |
| 2018 | Fotogramas de Plata            | Лучший телевизионный актёр        | «Бумажный дом» | Номинация | [ 12 ] |
| 2018 | Премия союза актёров Испании   | Лучшая мужская роль второго плана | «Бумажный дом» | Победа    | [ 13 ] |
| 2020 | Filming Italy Best Movie Award | Международная премия              | N/A            | Победа    | [ 14 ] |